# 海桑
海桑（学名：Sonneratia caseolaris）为千屈菜科海桑属下的一个种，是旧大陆热带及亚热带红树林中常见的真红树植物种类之一，北起自海南岛、菲律宾群岛；南至澳洲北部；西起自非洲、东至马来群岛等海岸淤泥沼泽地带中均有本种分布，在淡水当中也有发现。花期冬季，果期春夏季 。海桑一名始载于《中华本草》。

## 形态
乔木，高5-6米；小枝通常下垂，有隆起的节，幼时具钝4棱，稀锐4棱或具狭翅。叶形状变异大，阔椭圆形、矩圆形至倒卵形，长4-7厘米，宽2-4厘米，顶端钝尖或圆形，基部渐狭而下延成一短宽的柄，中脉在两面稍凸起，侧脉纤细，不明显；叶柄极短，有时不显著。花具短而粗壮的梗；萼筒平滑无棱，浅杯状，果时碟形，裂片平展，通常6，内面绿色或黄白色，比萼筒长，花瓣条状披针形，暗红色，长1.8-2厘米，宽0.25-0.3厘米；花丝粉红色或上部白色，下部红色，长2.5-3厘米；花柱长3-3.5厘米，柱头头状。成熟的果实直径4-5厘米。
呼吸根笋状，生长在水平方向延伸开的水平根之上，有营养根生于靠近其基部的地方。

## 适应力
海桑被认为是真红树植物当中较为不耐盐的种类，一般出现于有淡水输入的河口低盐碱地区，具有气生根用于对抗缺氧环境。
在一些地区的淡水中也有发现海桑植株，如海南文昌城区；栽培试验表明，海桑植株在淡水当中生长较为繁盛，栽培存活率可达82%。属于嗜热物种，不耐低温。

## 繁殖

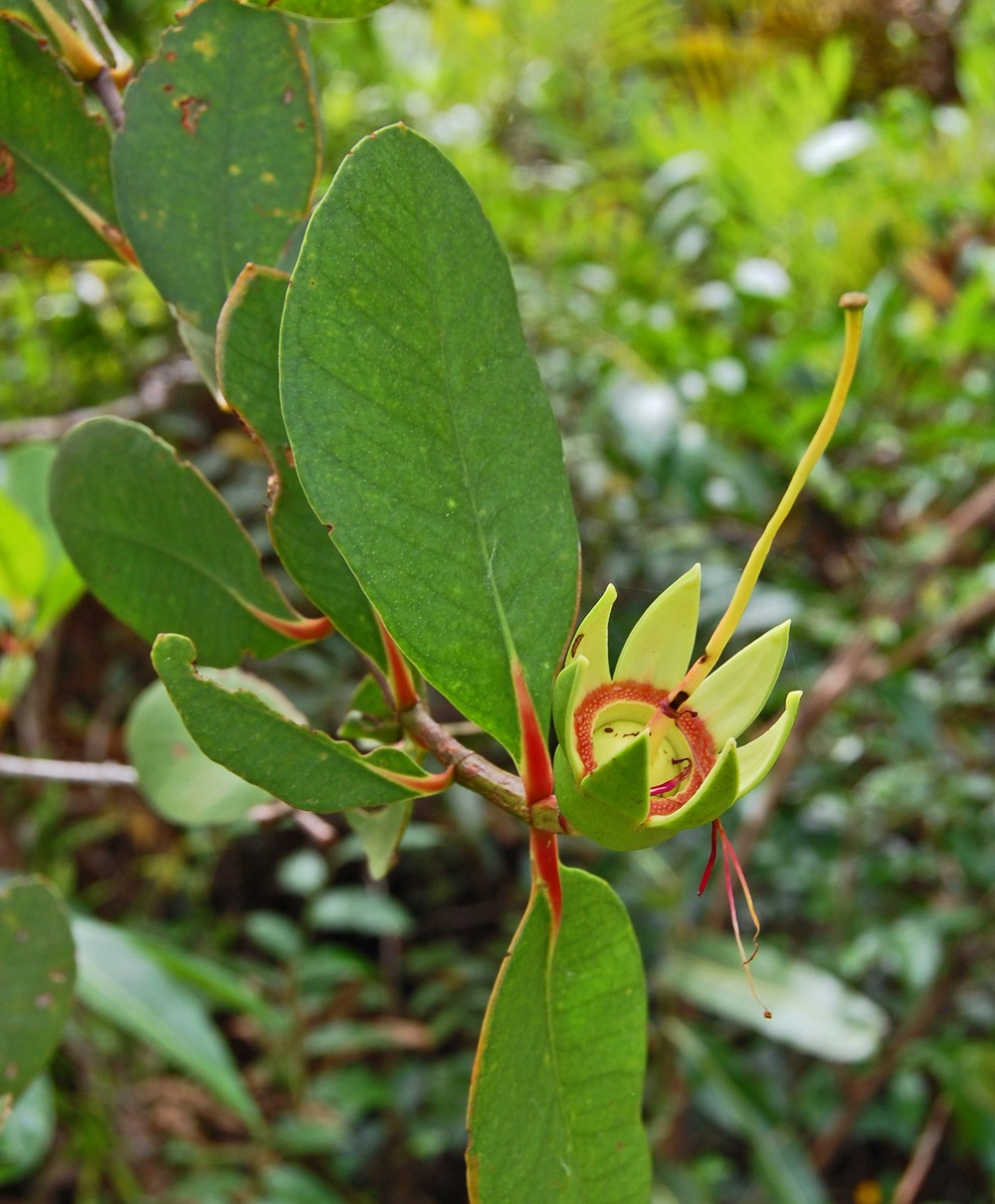
花冠和雄蕊已经脱落的海桑花

这种植物的花期通常在冬季，果期在春夏季。花朵主要在傍晚时分开放，由蝙蝠、飞蛾等动物为其授粉，果实成熟后随海水漂流，属于海漂植物。

## 价值
海桑是重要的红树林组成物种，具有防风消浪、促淤保滩的作用。
果实可食用，并在某些地区（例如马尔代夫）被视为食物。在斯里兰卡，这种海桑果在僧伽罗语中被称为kirala gédi (කිරල ගෙඩි)，在泰米尔语中被称为Kārk koṭṭaikaḷ (கார்க் கொட்டைகள்)，将水果与椰奶混合可以制成奶昔。在马尔代夫，这种水果可以用于制作清凉饮料，也可以与椰子和糖一起食用。但因其保质期过短（成熟的水果不能在室温下保存超过一天），故一般仅限于在原产地进行销售，机械碾压会损坏其中的种子，导致果肉苦涩并变色。
海桑嫩叶亦可食用。

木材劣质，其气生根因疏松多孔和柔软的特性在原产地也被用于制作渔网的浮子，或作为软木塞代替品。

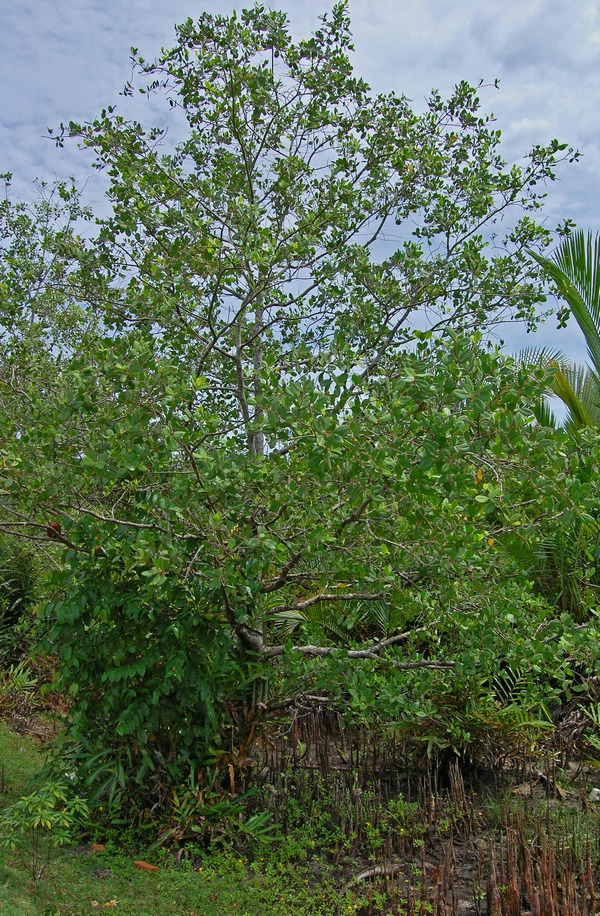
海桑植株

海桑在传统医学当中也有应用。

## 扩展阅读
- 維基物種上的相關：海桑